# Rick Hawn
Rick Hawn (Eugene, 15 de setembro de 1976) é um lutador norte-americano de artes marciais mistas, que compete no peso-leve.

## Background
Hawn é natural de Chicago; porém quando jovem, sua família mudou-se para Eugene (Oregon). Quando tinha 12 anos, Hawn começou a treinar judo quando seu pai voltou para o esporte. Hawn continuou a competir no judo durante a faculdade.

### Carreira olímpica
Em 1996, após a faculdade, Hawn se classificou para o Centro Olímpico de Treinamentos em Colorado Springs, Colorado. Lá ele treinou judo por oito anos e se classificou para os Jogos Olímpicos de 2004. Nos Jogos em 2004, Hawn acumulou 2-2 e acabou em 9° colocado.
Após os Jogos de 2004, Hawn se mudou para Boston para treinar com o medalhista de bronze Jimmy Pedro. Porém, Hawn falhou para bater o peso para o time de judo das Olimpíadas de 2008. Logo depois, Hawn começou à treinar para uma carreira nas artes marciais mistas.

## Carreira no MMA

### Começo da carreira
Hawn fez sua estréia profissional no MMA em janeiro de 2009 em Worcester, Massachusetts. Hawn venceu por nocaute técnico no primeiro round. Nos dois anos seguintes, Hawn venceu 8 lutas, 6 por nocaute técnico.

### Bellator MMA
Em Março de 2011, Hawn começou à competir no Torneio de Meio Médios da Quarta Temporada do Bellator. Ele derrotou Jim Wallhead por decisão unânime nas quartas de final e Lyman Good por decisão dividida na semi final.
Hawn foi derrotado por Jay Hieron no Bellator 43 por decisão dividida, em uma luta que alguns acham que Hawn venceu a luta.
Depois de demonstrar muita força no torneio da quarta temporada, Hawn voltaria à luta no Torneio da Quarta Temporada, porém uma lesão sofrida nos treinos o tirou do torneio.
Hawn retornou à promoção na primavera de 2012 para participar do Torneio Peso Leve da Sexta Temporada; descendo para 155 pela primeira vez na sua carreira no MMA. Ele enfrentou Ricardo Tirloni no round de abertura no Bellator 62. Tirloni foi capaz de acertar alguns chutes nas pernas, porém Hawn foi capaz de continuar pressionando. Hawn então acertou um soco de direita que derrubou Tirloni. Hawn golpeou Tirloni com socos e hammerfists no chão e a luta foi interrompida aos 2:36 do primeiro round.
Em seguida ele enfrentou Lloyd Woodard nas semifinais no Bellator 66 em 20 de Abril de 2012. Hawn venceu por nocaute no segundo round. Hawn em seguida enfrentou Brent Weedman na final do torneio em 25 de Maio de 2012 no Bellator 70. Ele venceu a luta por decisão unânime.
Como Hawn venceu o Torneio de Leves da Quinta Temporada, teve sua chance pelo título contra o campeão Michael Chandler em 17 de Janeiro de 2013 no Bellator 85. Hawn perdeu por finalização no segundo round.
Hawn enfrentou Karo Parisyan em 4 de Abril de 2013 no Bellator 95, Hawn venceu por nocaute técnico no segundo round.
Hawn derrotou Herman Terrado por decisão unânime em 20 de Setembro de 2013 no Bellator 100, pelas Quartas de Final do Torneio de Meio Médios da Nona Temporada. Na Semifinal ele enfrentou Brent Weedman no Bellator 104, ele venceu por decisão unânime.
Na final do torneio ele enfrentou Ron Keslar em 22 de Novembro de 2013 no Bellator 109 e venceu por nocaute no terceiro round.
Ele lutou pelo Cinturão Meio Médio Vago do Bellator contra o brasileiro Douglas Lima em 18 de Abril de 2014 no Bellator 117. Ele perdeu por nocaute técnico no segundo round por uma interrupção do córner.
Hawn foi derrotado por Dave Jansen em 24 de Outubro de 2014 no Bellator 130 em uma decisão unânime.
Em Novembro de 2014, foi anunciado que Hawn havia sido demitido da organização.

### Titan FC
Em sua estréia no Titan FC, Hawn derrotou Carlo Prater em 19 de Dezembro de 2014 no Titan FC 32 por decisão unânime.
Ele então lutou pelo Título dos Leves da organização contra o ex-UFC e campeão Pat Healy em 19 de Setembro de 2015 no Titan FC 35. Hawn venceu a luta por decisão dividida e se tornou campeão da organização.

## Cartel no MMA
| Cartel no MMA   |             |            |
| 25 lutas        | 21 vitórias | 4 derrotas |
| Por nocaute     | 11          | 1          |
| Por finalização | 0           | 1          |
| Por decisão     | 10          | 2          |

| Res.    | Cartel | Oponente         | Método                                    | Evento                        | Data       | Round | Tempo | Local                      | Notas                                                       |
| ------- | ------ | ---------------- | ----------------------------------------- | ----------------------------- | ---------- | ----- | ----- | -------------------------- | ----------------------------------------------------------- |
| Vitória | 21-4   | Pat Healy        | Decisão (dividida)                        | Titan FC 35                   | 19/09/2015 | 5     | 5:00  | Atlantic City, New Jersey  | Ganhou o Título Peso Leve do Titan FC.                      |
| Vitória | 20-4   | Derek Loffer     | Decisão (unânime)                         | CES MMA 28                    | 13/03/2015 | 3     | 5:00  | Lincoln, Rhode Island      |                                                             |
| Vitória | 19-4   | Carlo Prater     | Decisão (unânime)                         | Titan FC 32                   | 19/12/2014 | 3     | 5:00  | Lowell, Massachusetts      |                                                             |
| Derrota | 18-4   | Dave Jansen      | Decisão (unânime)                         | Bellator 130                  | 24/10/2014 | 3     | 5:00  | Mulvane, Kansas            |                                                             |
| Derrota | 18-3   | Douglas Lima     | Nocaute Técnico (inter. do córner)        | Bellator 117                  | 18/04/2014 | 2     | 3:19  | Council Bluffs, Iowa       | Pelo Cinturão Meio-Médio Vago do Bellator.                  |
| Vitória | 18-2   | Ron Keslar       | Nocaute (soco)                            | Bellator 109                  | 22/11/2013 | 3     | 0:55  | Bethlehem, Pensilvânia     | Final do Torneio de Meio-Médios da 9ª Temporada.            |
| Vitória | 17-2   | Brent Weedman    | Decisão (unânime)                         | Bellator 104                  | 18/10/2013 | 3     | 5:00  | Cedar Rapids, Iowa         | Semifinal do Torneio de Meio Médios da 9ª Temporada.        |
| Vitória | 16-2   | Herman Terrado   | Decisão (unânime)                         | Bellator 100                  | 20/09/2013 | 3     | 5:00  | Phoenix, Arizona           | Oitavas de Final do Torneio de Meio-Médios da 9ª Temporada. |
| Vitória | 15-2   | Karo Parisyan    | Nocaute Técnico (socos)                   | Bellator 95                   | 04/04/2013 | 2     | 1:55  | Atlantic City, Nova Jersey |                                                             |
| Derrota | 14–2   | Michael Chandler | Finalização (mata-leão)                   | Bellator 85                   | 17/01/2013 | 2     | 3:07  | Irvine, Califórnia         | Pelo Cinturão Peso-Leve do Bellator                         |
| Vitória | 14–1   | Brent Weedman    | Decisão (unânime)                         | Bellator 70                   | 25/05/2012 | 3     | 5:00  | Nova Orleans, Luisiana     | Final do Torneio de Leves da 6ª Temporada                   |
| Vitória | 13–1   | Lloyd Woodard    | Nocaute (soco)                            | Bellator 66                   | 20/04/2012 | 2     | 0:10  | Cleveland, Ohio            | Semifinal do Torneio de Leves da 6ª Temporada               |
| Vitória | 12–1   | Ricardo Tirloni  | Nocaute (socos)                           | Bellator 62                   | 23/03/2012 | 1     | 2:36  | Laredo, Texas              | Quartas de Final do Torneio de Leves da 6ª Temporada        |
| Derrota | 11–1   | Jay Hieron       | Decisão (dividida)                        | Bellator 43                   | 07/05/2011 | 3     | 5:00  | Newkirk, Oklahoma          | Final do Torneio de Meio Médios da 4ª Temporada             |
| Vitória | 11–0   | Lyman Good       | Decisão (dividida)                        | Bellator 39                   | 02/04/2011 | 3     | 5:00  | Uncasville, Connecticut    | Semifinal do Torneio de Meio Médios da 4ª Temporada         |
| Vitória | 10–0   | Jim Wallhead     | Decisão (unânime)                         | Bellator 35                   | 05/03/2011 | 3     | 5:00  | Lemoore, Califórnia        | Quartas de Final do Torneio de Meio Médios da 4ª Temporada  |
| Vitória | 9–0    | LeVon Maynard    | Nocaute (socos)                           | Bellator 33                   | 11/10/2010 | 1     | 4:53  | Filadélfia, Pensilvânia    | Pela chance de participar do Torneio da 4ª Temporada        |
| Vitória | 8–0    | Shonie Carter    | Nocaute Técnico (chute na cabeça e socos) | Triumph Fighter 3: Havoc      | 31/07/2010 | 2     | 4:08  | Milford, New Hampshire     |                                                             |
| Vitória | 7–0    | Dennis Olson     | Nocaute Técnico (socos)                   | Triumph Fighter 2: Inferno    | 05/06/2010 | 2     | 2:02  | Milford, New Hampshire     |                                                             |
| Vitória | 6–0    | Tom Gallicchio   | Decisão (unânime)                         | World Championship Fighting 9 | 26/02/2010 | 3     | 5:00  | Wilmington, Massachusetts  |                                                             |
| Vitória | 5–0    | Brendan Weafer   | Decisão (unânime)                         | CFX 5: Mayhem in Mansfield    | 12/09/2009 | 3     | 5:00  | Mansfield, Massachusetts   |                                                             |
| Vitória | 4–0    | Bruce Boyington  | Nocaute Técnico (socos)                   | CFX 3: Rumble in the Jungle   | 20/06/2009 | 1     | 3:03  | Plymouth, Massachusetts    |                                                             |
| Vitória | 3–0    | Daniel Ford      | Nocaute Técnico (socos)                   | CFX 2: Thunder in the Dome    | 25/04/2009 | 1     | 1:49  | Milford, New Hampshire     |                                                             |
| Vitória | 2–0    | Billy Flynn      | Nocaute (socos)                           | World Championship Fighting 6 | 14/03/2009 | 1     | 1:12  | Wilmington (Massachusetts) |                                                             |
| Vitória | 1–0    | Bruno Decosta    | Nocaute Técnico (socos)                   | CFX 1: Wartown Beatdown       | 17/01/2009 | 1     | 2:01  | Worcester (Massachusetts)  |                                                             |